# Claude Jules Grenier
Pour les articles homonymes, voir Grenier (homonymie).
Claude Jules Grenier (né le 14 juillet 1817 à Baume-les-Dames, mort le 5 mars 1883 à Paris, 7e) est un peintre de paysage français. Il est le frère du poète Édouard Grenier.

## Biographie
Grenier est né en 1817 à Baume-les-Dames dans le département du Doubs. Il étudie à l'École de dessin Besançon et suit les cours d'Antoine Borel, Auguste Charpentier et Charles-Antoine Flajoulot.
En 1838, il entre à l'école des Beaux Arts de Paris dans l'atelier de François Édouard Picot. Il étudie alors les œuvres de Alexandre-Gabriel Decamps et de Eugène Delacroix, puis avec l'École de Barbizon et Narcisse Díaz de la Peña, Louis Français et Constant Troyon. À cette époque, il devient ami de Delacroix, Ary Scheffer, Paul Chenavard, Charles Gleyre, Eugène Fromentin et Camille Corot et les écrivains Prosper Mérimée, George Sand, Théophile Gautier et Emile Augier.
En 1844, Grenier part en voyage aux Pays-Bas, puis en Allemagne et dans les Pyrénées (1846), en Angleterre (1849) et en Italie (1852/53). Grenier meurt en 1883 à Paris ; son frère Édouard Grenier hérite de son œuvre. En 1884, une exposition est organisée à Paris.

## Son œuvre
En 1902, Gaston Coindre donne à la bibliothèque municipale de Besançon deux volumes avec 676 œuvres de Grenier. Il obtient également de la Ville le transfert à la bibliothèque de 23 albums qui étaient conservés au Palais Granvelle, afin de respecter le vœu de Grenier.

## Sources
- (de) Cet article est partiellement ou en totalité issu de l’article de Wikipédia en allemand intitulé « Claude Jules Grenier » (voir la liste des auteurs).
- Data bnf